# Kleparz (wieś)
Kleparz – wieś w Polsce położona w województwie wielkopolskim, w powiecie wrzesińskim, w gminie Września.

## Historia
Od początku istnienia miejscowość należała administracyjnie do województwa poznańskiego. Graniczy z Grzybowem, Ostrowem Szlacheckim, Gutowem Wielkim i Gutowem Małym. Wieś dzieli się (nieoficjalnie) na trzy części: Kleparz pod Ostrowem, Kleparz pod Gutowem Wielkim i nad szosą (droga nr 410). Przy drodze nr 410 do Witkowa stoi niewiele zabudowań, które w roku 1939 zasiedlone zostały przez rodziny pochodzące z rejonów górskich. Było to jedno z założeń ówczesnego Rządu o integracji społeczeństwa rozbitego przez rozbiory Polski. Pozostałe ziemie rozparcelowane zostały wśród pracowników zatrudnionych na likwidowanych majątkach ziemskich. Przez wieś przepływa rzeka Rudnik.
Do lipca 1939 r. Państwowy Majątek Ziemski w Kleparzu podlegał administracji Majątku w Gutowie Wielkim, gdzie rolę dzierżawcy pełnił major WP. w spoczynku o nazwisku Szyfter. W 1939 r. nastąpiła ratalna parcelacja majątku z myślą o zabudowie wsi Kleparz w tak zwanym stylu PONIATÓWKA. Do czasu wybuchu II wojny światowej nie zdążono jednak zakończyć tej zabudowy. Po II wojnie przez jakiś czas część wioski pod Gutowem została zmuszona różnymi sankcjami do założenia Spółdzielni Produkcyjnej, której prezesem był Stanisław Leciejewski. W okresie gomółkowszczyzny Spółdzielnia się rozwiązała.
W pierwszych miesiącach po II wojnie we wsi istniało bardzo prężne koło PSL-u Mikołajczyka, którego prezesem był Antoni Jaroszewicz, a Stanisław Leciejewski był w zarządzie powiatowym, gdzie pełnił funkcję sztandarowego. Po prześladowaniach i rozwiązaniu PSL sztandar ten Stanisław Leciejewski, a potem jego syn Józef, przechowywali do 1989 r. Po ponownym ukonstytuowaniu się zarządu powiatowego PSL-u sztandar ten Józef Leciejewski uroczyście przekazał do tego zarządu. Istniało wówczas również prężne koło Związku Młodzieży Wiejskiej WICI. Obie te organizacje o ideach mikołajczykowskich były przez władze PRL prześladowane i w ostateczności 
rozwiązane.